# USS Gabilan (SS-252)
«Гебілан» (англ. USS Gabilan (SS-252)) – підводний човен військово-морських сил США «Гато», котрий взяв участь у бойових діях Другої світової війни.   
Човен спорудила компанія General Dynamics Electric Boat на верфі у Гротоні, штат Коннектикут.  Після проведення випробувань та тренувань поблизу Нью-Лондона (Коннектикут) та Кі-Вест (Флорида), «Гебілан» вирушив до Перл-Гарбору, куди прибув 23 березня.

## Походи
Всього човен здійснив шість бойових походів.

### 1-й похід
Тривав з 21 квітня по 6 червня 1944-го. «Гебілан» патрулював в районі Маріанських островів, проте не зміг відкрити свій бойовий рахунок.

### 2-й похід
Тривав з 29 червня по 18 серпня 1944-го. Човен діяв у районі на південь від острова Хонсю, де 17 липня за вісім десятків кілометрів південніше від входу до затоки Суруга «Гебілан» потопив тральщик.

### 3-й похід
26 вересня 1944-го човен знову вийшов для бойового патрулювання поблизу східного узбережжя Японського архіпелагу. На першу частину походу «Гебілан» разом із іншими підводними човнами «Бесуго»  та «Ронкіл» мав завдання попередити можливий вихід бойових кораблів японського ВМФ через протоку Бунго (веде із Внутрішнього Японського моря між островами Сікоку та Кюсю) для протидії запланованому вторгненню союзників на Філіппіни. Після цього човен змістився на схід та 31 жовтня за пів сотні кілометрів на південь від Сікоку потопив океанографічне судно. 12 листопада «Гебілан» прибув на Сайпан (Маріанські острови), після чого попрямував для ремонту до Брисбену (східне узбережжя Австралії).

### 4-й похід
29 грудня 1944-го човен вийшов із Брисбену та попрямував до району бойового патрулювання у Південнокитайському морі, біля проток, котрі ведуть до моря Сулу. Тут він не зміг збільшити свій бойовий рахунок та у підсумку 15 лютого 1945-го прибув до Фрімантлу (західне узбережжя Австралії).

### 5-й похід
20 травня 1945-го «Гебілан» попрямував до Яванського моря. 4 квітня дещо більше ніж за сотню кілометрів на південний захід від Макасару він потопив артилерійським вогнем невелике судно. 8 квітня за пів сотні кілометрів північніше від острова Сумбава «Гебілан» випустив 5 торпед по легкому крейсеру «Ісудзу». Одна з них влучила в ціль та знизила її швидкість. Після цього «Ісудзу» був добитий іншим підводним човном «Чар». 14 квітня за дві з половиною сотні кілометрів на захід від Макасару «Гебілан» атакував конвой, який прямував із Сурабаї, та потопив два судна. У другій частині свого походу човен перейшов до Південнокитайського моря, де біля острова Хайнань знищив кілька плавучих мін, а 28 травня завершив похід у Перл-Гарборі.

### 6-й похід
Тривав з 20 червня по 17 серпня 1945-го та завершився поверненням до Перл-Гарбору. «Гебілан» діяв поблизу Токійської затоки з метою із порятунку збитих льотчиків. Всього човен підняв із води 17 авіаторів, при цьому одного разу для порятунку екіпажу із трьох осіб «Гебілан» увійшов до самої затоки, в зону дії берегових батарей (в цій операції його прикривали 6 винищувачів F6F «Хеллкет»).

## Післявоєнна доля
У лютому 1946 «Гебілан» вивели у резерв.
11 січня 1960 (за іншими даними – 15 грудня 1959) корабель продали на злам.

## Бойовий рахунок
| Дата       | Назва                   | Тип                             | Тоннаж | Місце            |
| 17.07.1944 | Тральщик №25            | тральщик                        | 492    | 42°11'N 142°14'E |
| 31.10.1944 | Кайо №6                 | допоміжне судно                 | 100    | 32°50'N 134°21'E |
| 08.04.1944 | Ісудзу (разом із Charr) | легкий крейсер                  | 5700   | 7°38'S 118°9'E   |
| 14.04.1945 | Како-Мару               | вантажне                        | 762    | 5°19'S 117°6'E   |
| 14.04.1945 | Шонан-Мару № 1          | мисливець за підводними човнами | 350    | 5°13'S 118°12'E  |